# 7 апреля
7 апреля — 97-й день года (98-й в високосные годы) по григорианскому календарю.
До конца года остаётся 268 дней.
До 15 октября 1582 года — 7 апреля по юлианскому календарю, с 15 октября 1582 года — 7 апреля по григорианскому календарю.
В XX и XXI веках соответствует 25 марта по юлианскому календарю.

## Праздники и памятные дни
См. также: Категория:Праздники 7 апреля

### Международные
- ООН — Международный день памяти о геноциде в Руанде.
- Всемирный день здоровья.

### Национальные
- Армения — День материнства, красоты и любви[2].
- Кыргызстан — День Народной Апрельской революции.
- Мозамбик — Женский день.
- Россия — День памяти погибших подводников[3].
- Россия — День рождения Рунета[4].
- Руанда — День национального траура в память о геноциде.
- США, штат Нью-Йорк — День Вераццано[5].

### Религиозные

#### Католицизм
- Память Ноткера Заики;
- память Жана-Батиста де ла Салля;
- память Александра Роулинса[англ.];
- память Эйберта Креспенского[англ.];
- память отшельника Бринаха;
- память Келлаха (Цельса или Целестина), архиепископа Арма[англ.];
- память блаженных Эдварда Олдкорна[англ.] и Ральфа Эшли[англ.];
- память Генри Уолпола[англ.];
- память Германа Иосифа.

#### Православие[6][7][8]
- Благовещение Пресвятой Богородицы;
- преставление святителя Тихона, патриарха Московского и всея России (1925 год);
- память преподобного Саввы Нового, иеромонаха (1948 год);
- празднование икон Божией Матери: «Благовещение» Московская; «Благовещение» Киевская.

### Именины
- Католические: Александр, Бринах, Генрих, Герман, Келлах, Ноткер, Ральф, Целестин, Цельс, Эдвард, Эйберт.
- Православные: Савва, Тихон[6][7][8].

## События
См. также: Категория:События 7 апреля

### До XVIII века
- 1311 — Битва при Воплавках.
- 1348 — В Праге основан Карлов университет, один из старейших в Европе и первый славянский университет.
- 1655 — После смерти папы римского Иннокентия X государственный секретарь Ватикана Фабио Киджи стал папой Александром VII.

### XVIII век
- 1724 — премьера «Страстей по Иоанну» («Johannes-Passion») И. С. Баха, Лейпциг (Nikolaikirche, в Великую Пятницу)
- 1738 — Папа Климент XII особой буллой обвинил вольных каменщиков в лицемерии, притворстве, ереси и извращениях. В особую вину им была поставлена таинственность и скрытность. Виновным в принадлежности к масонству грозило отлучение.
- 1767 — в ходе Сиамо-бирманской войны 1765—1767 годов[англ.] бирманскими войсками взята штурмом и полностью разрушена Аюттхая, столица одноимённого царства.
- 1789 — Селим III стал султаном Османской империи.
- 1793 — город Каменец-Подольский вошёл в состав Российской империи.
- 1795 — во Франции принят закон, который ввёл метрическую систему и определил единицы длины — метр и массы — килограмм.

### XIX век
- 1803 — в «Санкт-Петербургских коммерческих ведомостях» впервые в Российской империи употреблено словосочетание «железная дорога». До этого использовался термин «чугунная дорога».
- 1805 — в Вене (театр «Ан дер Вин») состоялась официальная премьера симфонии № 3 Бетховена («Героическая»), дирижировал автор (в приватных концертах симфония исполнялась в 1804 году).
- 1823 — началась вооружённая Французская интервенция в Испанию с целью восстановить абсолютистский режим Фернандо VII.
- 1827 — английский фармацевт Джон Уокер начал продавать изобретённые им же ранее серные спички.
- 1831 — Педру II стал императором Бразилии после отречения своего отца, Педру I. Опекуном юного императора стал Жозе Бонифасиу де Андрада и Силва.
- 1862 — в ходе Гражданской войны в США произошло Сражение при Шайло, закончившееся победой армии Союза.

### XX век
- 1917 
  - Введение Временным правительством государственной хлебной монополии в России.
  - Панама объявила войну Германии, вступив в Первую мировую войну на стороне Антанты.
- 1926 — Покушение британки Виолетты Гибсон на жизнь итальянского диктатора Бенито Муссолини (пуля лишь задела его нос).
- 1927 — Американский учёный Герберт Айвс провёл первое публичное телевизионное вещание на большое расстояние (из Нью-Джерси в Нью-Йорк), передав через телевизионные сети изображение тогдашнего министра торговли Герберта Гувера, будущего президента США.
- 1930 — Принято постановление СНК СССР «Положение об исправительно-трудовых лагерях», переданных в подчинение созданному (25 апреля) Главному управлению лагерей (ГУЛаг) в составе ОГПУ.
- 1934 — Приказом Народного комиссариата снабжения СССР был образован Главрыбвод, осуществляющий руководство комплексом рыбоохранных мероприятий на рыбохозяйственных водоемах России. Этот день считается днём образования органов рыбоохраны[9].
- 1935 — Принятие Постановления ЦИК и СНК СССР «О мерах борьбы с преступностью несовершеннолетних». Введение уголовной ответственности с 12 лет «с применением всех мер уголовного наказания», с 20 апреля — вплоть до расстрела.
- 1936 — Крушение рейса TWA 1, погибли 12 из 14 человек, находившихся на борту.
- 1939 — Нападение фашистской Италии на Албанию.
- 1945 — в результате атаки американских бомбардировщиков затонул японский флагман «Ямато», погибло свыше 3 тыс. человек.
- 1946
  - Образована Кёнигсбергская область в составе РСФСР, ныне — Калининградская область Российской Федерации.
  - Ратификация Устава Всемирной организации здравоохранения 26 государствами-членами ООН.
- 1947 — Основана партия Баас.
- 1948 — Вступил в силу устав Всемирной организации здравоохранения. Ныне этот день отмечается как Всемирный день здоровья.
- 1956 — Фирма грамзаписи Columbia Records прекратила выпуск пластинок на 78 об/мин.
- 1957 — Совершил последнюю поездку последний троллейбус Нью-Йорка[источник не указан 831 день].
- 1963 — Югославия провозглашена социалистической республикой.
- 1964 — IBM объявляет о рождении легендарной System/360. Мейнфреймы этого типа будут долго лидировать на рынке и составлять основу компьютерного парка большинства стран мира. В СССР известны как системы с маркой ЕС ЭВМ.
- 1969 — Символическая дата рождения Интернета, публикация RFC 1.
- 1975 — В Париже прошёл последний концерт Deep Purple с участием Ричи Блэкмора.
- 1989 — В Норвежском море затонула советская атомная подводная лодка «Комсомолец».
- 1990 — в проливе Скагеррак загорелся паром Scandinavian Star, погибли 158 человек.
- 1993 — Выдана первая в постсоветской России лицензия на частную нотариальную деятельность.
- 1994 
  - В международной базе данных национальных доменов верхнего уровня появилась запись о домене .ru.
  - Начало геноцида в Руанде (убийство премьер-министра и бельгийцев из охраны, за 100 дней погибли 937 тысяч человек).
  - Уволенный сотрудник компании FedEx Оборн Кэллоуэй попытался захватить грузовой самолёт McDonnell Douglas DC-10-30CF.
  - Вышел первый выпуск игры-викторины Своя игра на канале РТР.
- 1995 
  - После десятилетней реставрации открыта Третьяковская галерея.
  - В США вышел фильм Плохие парни.

### XXI век
- 2003 — американские войска заняли столицу Ирака город Багдад.
- 2009 — массовые беспорядки в Кишинёве, вызванные результатами прошедших парламентских выборов.
- 2010 — вторая революция в Кыргызстане.
- 2014 — провозглашение Донецкой Народной Республики, самопровозглашённого государственного образования на территориях, международно признанных частью Украины.
- 2017 — президент США Дональд Трамп отдал приказ на ракетный удар по авиабазе Эш-Шайрат в Сирии.
- 2024 — крушение парома в Мозамбике, более 100 погибших.

## Родились
См. также: Категория:Родившиеся 7 апреля

### До XVIII века
- 1506 — Франциск Ксаверий (ум. 1552), испанский миссионер в Японии и Индии, католический святой.
- 1613 — Герард Доу (ум. 1675), голландский художник-портретист, ученик Рембрандта.
- 1652 — Климент XII (в миру Лоренцо Корсини; ум. 1740), 246-й папа римский (1730—1740).

### XVIII век
- 1726 — Чарльз Берни (ум. 1814), английский композитор, органист и историк музыки.
- 1730 — Губерт Паскаль Амельон (ум. 1811), французский учёный библиотекарь, историк и египтолог.
- 1770 — Уильям Вордсворт (ум. 1850), английский поэт-романтик.
- 1772 — Франсуа Мари Шарль Фурье (ум. 1837), французский социолог, философ, социалист-утопист.
- 1797 — Пьер Леру (ум. 1871), французский философ и политэконом.

### XIX век
- 1803 — Флора Тристан (ум. 1844), французская социалистка, феминистка, писательница.
- 1809 — Джеймс Глейшер (ум. 1903), английский метеоролог и аэронавт.
- 1817 — Франческо Сельми (ум. 1881), итальянский химик, основоположник коллоидной химии.
- 1822 — Гершом Мотт (ум. 1884), американский генерал, участник Гражданской войны.
- 1872 — Дмитрий Философов (ум. 1940), русский публицист, критик, общественный и политический деятель.
- 1879
  - Арденго Соффичи (ум. 1964), итальянский художник, художественный критик, один из основоположников футуризма.
  - Густав Шпет (расстрелян в 1937), русский философ, психолог, теоретик искусства.
- 1880 — Винцас Мицкявичюс-Капсукас (ум. 1935), литовский деятель международного коммунистического движения.
- 1882 — Антанас Венуолис (наст. фамилия Жукаускас; ум. 1957), литовский советский писатель.
- 1883 — Джино Северини (ум. 1966), итальянский живописец-самоучка, рисовальщик и скульптор, один из основоположников футуризма.
- 1889 — Габриела Мистраль (наст. имя Лусила Годой Алькаяга; ум. 1957), чилийская поэтесса, нобелевский лауреат (1945).
- 1890 — Виктория Окампо (ум. 1979), аргентинская писательница, общественный деятель, издатель.
- 1891 — Оле Кирк Кристиансен (ум. 1958), датский плотник, мастер игрушек, придумавший в 1932 г. игру LEGO.
- 1893 — Аллен Даллес (ум. 1969), американский государственный деятель, директор ЦРУ в 1953—1961 гг.
- 1900 — Елена Гоголева (ум. 1993), актриса Малого театра и кино, мастер художественного слова, народная артистка СССР.

### XX век
- 1908 — Михаил Сомов (ум. 1973), советский океанолог, полярный исследователь, Герой Советского Союза.
- 1913 — Фернанд Петцль (ум. 2003), французский спелеолог и предприниматель, основатель фирмы по производству спелео- и альпинистского снаряжения Petzl. Один из основоположников современной техники исследования пещер.
- 1914 — Елена Фадеева (ум. 1999), актриса театра и кино, народная артистка СССР.
- 1915 — Билли Холидэй (наст. имя Элеанора Фейган; ум. 1959), американская джазовая певица.
- 1917 — Вера Ершова (ум. 2006), актриса театра и кино, народная артистка СССР.
- 1919
  - Борис Левинсон (ум. 2002), советский и российский актёр, театральный режиссёр, народный артист РФ.
  - Эдоардо Манджаротти (ум. 2012), итальянский фехтовальщик, 6-кратный олимпийский чемпион, 13-кратный чемпион мира.
- 1920 — Рави Шанкар (ум. 2012), индийский музыкант, исполнитель на ситаре, композитор.
- 1925 — Ян ван Руссел (ум. 2011), нидерландский футболист.
- 1931
  - Леонид Келдыш (ум. 2016), советский и российский физик-теоретик, академик АН СССР и РАН.
  - Тед Котчефф (Величко Тодоров Цочев) (ум. 2025), канадский теле-, кинорежиссёр и продюсер.
- 1932 — Рауно Лехтинен (ум. 2006), финский дирижёр и композитор.
- 1933 — Уэйн Роджерс (ум. 2015), американский актёр, продюсер.
- 1934
  - Лев Аннинский (ум. 2019), советский и российский литературный критик, литературовед.
  - Джузеппе Д’Альтруи (ум. 2024), итальянский ватерполист, чемпион летних Олимпийских игр (1960), двукратный победитель Средиземноморских игр, бронзовый призёр чемпионата Европы. Член Зала славы мирового плавания.
- 1938 — Анатолий Горохов (ум. 2023), советский и российский эстрадный певец, поэт-песенник.

- 1939 — Фрэнсис Форд Коппола, американский кинорежиссёр, сценарист и продюсер, лауреат 6 премий «Оскар», 4 «Золотых глобусов» и др. наград.
- 1944 — Герхард Шрёдер, немецкий политик, федеральный канцлер Германии (1998—2005).
- 1946 — Марк Рудинштейн (ум. 2021), советский и российский кинопродюсер, актёр, кинокритик, организатор кинофестивалей.
- 1949 — Валентина Матвиенко, российский политик, с 2011 г. — председатель Совета Федерации.
- 1951 — Анатолий Александров, советский и российский учёный, президент (до 2021 — ректор) МГТУ имени Баумана.

- 1954 — Джеки Чан (наст. имя Чан Кон Сан), гонконгский и американский актёр, кинорежиссёр, продюсер, мастер боевых искусств, каскадёр, постановщик трюков.
- 1959 — Чингиз Абдуллаев, азербайджанский писатель, автор остросюжетных произведений.
- 1962 — Михаил Круг (наст. фамилия Воробьёв; убит в 2002), советский и российский певец, шансонье, поэт и бард.
- 1964 — Рассел Кроу, австралийский киноактёр и режиссёр, лауреат премий «Оскар», «Золотой глобус».
- 1967 — Бодо Илльгнер, немецкий футболист, чемпион мира (1990), лучший вратарь Европы (1991).
- 1969 — Вадим Наумов (погиб 2025), российский фигурист, выступавший в парном катании; чемпион мира (1994).
- 1970 — Марианна Максимовская, российская журналистка и телеведущая.
- 1972 — Татьяна Колганова, российская актриса театра и кино, режиссёр, теле- и радиоведущая.
- 1973
  - Марко Дельвеккьо, итальянский футболист.
  - Кароль Монтийе, французская горнолыжница, олимпийская чемпионка в скоростном спуске (2002).
- 1976 — Михаил Полицеймако, российский актёр театра и кино, телеведущий.
- 1983 — Франк Рибери, французский футболист, финалист чемпионата мира 2006 года.
- 1987 — Мартин Касерес, уругвайский футболист.
- 1989 — Тедди Ринер, французский дзюдоист, 5-кратный олимпийский чемпион, многократный чемпион мира и Европы
- 1990
  - Никель Ашмид, ямайский спринтер, олимпийский чемпион и чемпион мира.
  - Сорана Кырстя, румынская теннисистка.
- 1991 — Энн-Мари (полное имя Энн-Мари Роуз Николсон), британская певица и автор песен.
- 1992 — Алексис Джордан, американская певица.

## Скончались
См. также: Категория:Умершие 7 апреля

### До XIX века
- 1498 — Карл VIII Валуа (р. 1470), король Франции (1483—1498).
- 1614 — Эль Греко (наст. имя Доменикос Теотокопулос; р. 1541), испанский живописец, скульптор и архитектор греческого происхождения.
- 1731 — Михаил Ширяев (р. 1680), русский купец и поэт, пользовавшийся благосклонностью Петра I.
- 1761 — Томас Байес (р. 1702), английский математик, священник.
- 1762 — Пьетро Гварнери (р. 1695), итальянский скрипичный мастер.
- 1789 — Абдул-Гамид I (р. 1725), 27-й султан Османской империи (1774—1789).

### XIX век
- 1823 — Жак Александр Сезар Шарль (р. 1746), французский учёный, изобретатель воздушного шара.
- 1836 — Уильям Годвин (р. 1756), английский писатель, журналист и философ, один из основателей утилитаризма и анархизма.
- 1846 — Питер Вильгельм Генрих Хоссбах (р. 1784), немецкий богослов.
- 1874 — Вильгельм фон Каульбах (р. 1805), немецкий художник.
- 1875 — Георг Гервег (р. 1817), немецкий революционно-демократический поэт и публицист.
- 1876 — Александр Башуцкий (р. 1803), русский писатель, журналист и издатель.
- 1880 — Ниссаж Саже (р. 1810), временный глава государства Гаити (1867), 10-й президент страны (1869—1874).
- 1884 — Иван Кулжинский (р. 1803), малороссийский прозаик, поэт и педагог.
- 1891 — Финеас Тейлор Барнум (р. 1810), шоумен и фокусник, организатор американского цирка.
- 1900 — Фредерик Эдвин Чёрч (р. 1826), американский художник-пейзажист.

### XX век
- 1908 — Алексей Жемчужников (р. 1821), русский поэт, один из авторов «Козьмы Пруткова».
- 1925 — Патриарх Тихон (р. 1865), патриарх Московский и всея России (1917—1925), святитель Русской православной церкви.
- 1928 — Александр Богданов (р. 1873), русский писатель и политический деятель.
- 1934 — Беатриса Эфрусси де Ротшильд (р. 1864), баронесса, коллекционер предметов искусства.
- 1935 — Василий Разумовский (р. 1857), русский советский хирург, доктор медицины, Герой Труда.
- 1936 — Мэрилин Миллер (урожд. Мэри Энн Рейнолдс; р. 1898), американская актриса театра и кино, танцовщица.
- 1939 — Джозеф Лайонс (р. 1879), политик, 10-й премьер-министр Австралии (1932—1939).
- 1943 — Александр Мильеран (р. 1859), французский политик и государственный деятель, президент Франции (1920—1924).
- 1947 — Генри Форд (р. 1863), американский промышленник, основатель компании Ford.
- 1949 — Джон Гурли (р. 1872), канадский футболист, олимпийский чемпион (1904).
- 1955 — Теда Бара (Теодосия Барр Гудман; р. 1890), американская звезда немого кино, первая женщина-вамп на экране.
- 1958 — Иван Петров (р. 1896), советский военачальник, Герой Советского Союза.
- 1960 — Дмитрий Гулиа (р. 1874), народный поэт Абхазии, основоположник абхазской письменной литературы.
- 1968 — погиб Джим Кларк (р. 1936), шотландский автогонщик, двукратный чемпион мира в классе «Формула-1».
- 1978 — Иустин (в миру Благое Попович; р. 1894), православный богослов, святой Сербской церкви.
- 1984 — Иван Савченко (р. 1919), советский кораблестроитель, Герой Социалистического Труда.
- 1986 — Леонид Канторович (р. 1912), советский математик, лауреат Нобелевской премии по экономике (1975).
- 1996 — Елена Мазаник (р. 1914), советская разведчица, Герой Советского Союза.

### XXI век
- 2001 — Дэвид Граф (р. 1950), американский актёр кино и телевидения.
- 2006
  - Вера Ершова (р. 1917), актриса театра и кино, народная артистка СССР.
  - Ядгар Насриддинова (р. 1920), советский партийный и государственный деятель.
- 2008 — Андрей Толубеев (р. 1945), актёр театра и кино, народный артист РСФСР.
- 2025 — Рагхбир Лал (р. 1929), индийский хоккеист на траве, нападающий. Двукратный олимпийский чемпион (1952 и 1956).

## Народный календарь, приметы и фольклор Руси
Благовещеньев день
- Если снег лежит на крышах, то в поле ему лежать до Егория (6 мая).
- Если ночь тёплая, то весна будет дружная.
- Мокрое Благовещение — грибное лето.
- На Благовещение гроза — к тёплому лету и урожаю орехов.
- Если на Благовещение небо безоблачное и солнце яркое — быть лету грозовым.
- В старину на Руси прыгали через костёр, чтобы оградить себя от сглаза, в ночь пред Благовещением, сжигали свои соломенные постели, чтобы истребить болезни; окуривают свои платья, чтобы предостеречь себя от обаяния.
- С вечера под Благовещение молодые поселяне переселяются с новыми постелями в холодные клети, а в избах остаются старики, больные и дети.
- Пожилые женщины на Благовещение пережигали в печи соль, которая оказывает чудеса в разных болезнях; с этой солью пекли из хлебного теста бяшки (небольшие булки в виде овечек), назначаемые для излечения скота[10].